# Sverker
Sverker är ett mansnamn av fornnordiskt ursprung. Kanske hade namnet den ursprungligen formen Svartgeirr, sammansatt av svartr (svart) och geirr (spjut). Det äldsta belägget för namnet i Sverige är en runinskrift från 1000-talet på en sten i Fröberga i Södermanland. Inskriften lyder: Vighjälm och Ödmund de läto resa stenen efter Sverker, sin gode broder.
Den 31 december 2014 fanns det totalt 1 783 personer i Sverige med namnet Sverker, varav 785 hade det som tilltalsnamn.
Namnsdag i Sverige: 4 november (i 1993 års namnlängd flyttades Sverker till 2 januari där Svea var huvudnamnet, men i 2001 års namnlängd flyttades namnet tillbaka till 4 november). I den finlandssvenska namnsdagslängden har Sverker namnsdag 14 december sedan 2010. Före det hade Sverker namnsdag 15 december 1929–2009.

## Kända personer med namnet
- Sverker den äldre, svensk kung 1130–1156
- Sverker den yngre, svensk kung 1196–1208
- Sverker Göranson, svensk general och ÖB
- Sverker Martin-Löf, svensk industriman. Bland annat ordförande för Industrivärden och mångårig vd för SCA.
- Sverker Olofsson, svensk journalist och programledare för konsumentprogrammet Plus
- Sverker Sörlin, svensk professor i miljöhistoria
- Sverker Thorén, svensk politiker
- Sverker Åström, svensk diplomat